# (17172) 1999 NZ41
A (17172) 1999 NZ41 egy kisbolygó a Naprendszerben. A LINEAR projekt keretében fedezték fel 1999. július 14-én.